# 106ª Brigata di difesa territoriale
La 106ª Brigata autonoma di difesa territoriale (in ucraino 106-тa окрема бригада територіальної оборони?, 106-ta okrema bryhada terytorial'noї oborony, unità militare А7034) è la principale unità delle Forze di difesa territoriale dell'Ucraina dell'oblast' di Chmel'nyc'kyj, subordinata al Comando operativo "Ovest" delle Forze terrestri.

## Storia
La brigata si è costituita il 27 giugno 2018. È entrata effettivamente in servizio nel novembre dello stesso anno. Fra il 5 e l'11 agosto 2019, i riservisti della brigata hanno svolto le prime esercitazioni militari.
L'unità è stata mobilitata in seguito all'invasione russa dell'Ucraina del 2022, venendo schierata a difesa della linea del fronte nella regione di Zaporižžja. Elementi della brigata hanno preso parte alla battaglia di Lyman durante la controffensiva ucraina del settembre 2022. A novembre l'88º Battaglione è stato impiegato nell'area fra Bachmut e Slov"jans'k. Il 3 dicembre 2022 la brigata ha ricevuto la bandiera di guerra da parte del comandante in capo delle Forze di difesa territoriale Ihor Tancjura. In seguito l'unità è stata schierata in prima linea nel settore di Huljajpole e Polohy, nuovamente nella regione di Zaporižžja.

## Struttura
- Comando di brigata[9]
- 86º Battaglione di difesa territoriale (Chmel'nyc'kyj, unità militare А7179)[10]
- 87º Battaglione di difesa territoriale (Kam"janec'-Podil's'kyj, unità militare А7180)[11]
- 88º Battaglione di difesa territoriale (Šepetivka, unità militare А7181)[12]
- 89º Battaglione di difesa territoriale (Starokostjantyniv, unità militare А7182)[13]
- 90º Battaglione di difesa territoriale (Jarmolynci, unità militare А7183)[14]
- 91º Battaglione di difesa territoriale (Slavuta, unità militare А7184)[15]
- Compagnia sistemi senza pilota "Hot Season Team"
- Unità di supporto

## Comandanti
- Colonnello Ihor Buhun (giugno 2018 - dicembre 2021)[16]
- Colonnello Valentyn Bihus (dicembre 2021 - 2024)[17]
- Colonnello Vjačeslav Sokolov (2024 - in carica)[18]